# インテル100・200・300シリーズチップセット
インテル 100 シリーズチップセット、インテル 200 シリーズチップセット、インテル 300 シリーズチップセットは、それぞれ同社が設計、製造、販売した同社のSkylakeマイクロアーキテクチャ、Kaby Lakeマイクロアーキテクチャ、Coffee Lakeマイクロアーキテクチャプラットフォーム向けチップセットである。またここでは派生したインテル C230 シリーズチップセット、インテル C240 シリーズチップセットについても記述する。

## 2015年発売分
Skylakeマイクロアーキテクチャに基づいた製品群と概ね同時期に販売された。

## 2017年発売分
Kaby Lakeマイクロアーキテクチャに基づいた製品群と概ね同時期に販売された。

## 2017年第4四半期以降発売分
Coffee Lakeマイクロアーキテクチャに基づいた製品群と概ね同時期に販売された。